# Dolemite Is My Name
Pour plus de détails, voir Fiche technique et Distribution.
Dolemite Is My Name est un film américain réalisé par Craig Brewer, sorti en 2019. Il s'agit d'un film biographique sur l'humoriste et comédien Rudy Ray Moore, notamment sur son personnage Dolemite qu'il a interprété dans ses stand-up et dans plusieurs films de blaxploitation dans les années 1970.
Il est présenté en avant-première, le 7 septembre 2019, au Festival international du film de Toronto. Il sort, le 25 octobre 2019, sur Netflix.

## Synopsis
Dans les années 1970, l'humoriste-comédien de talent Rudy Ray Moore est mis de côté par Hollywood. Il décide alors de se débrouiller en développant ses propres œuvres. Il crée ainsi le personnage du proxénète Dolemite notamment dans le film de blaxploitation du même nom réalisé par D'Urville Martin et sorti en 1975.

## Fiche technique
Sauf indication contraire, les informations mentionnées dans cette section peuvent être confirmées par la base de données cinématographiques IMDb,  présente dans la section « Liens externes ».
- Titre original : Dolemite Is My Name
- Réalisation : Craig Brewer

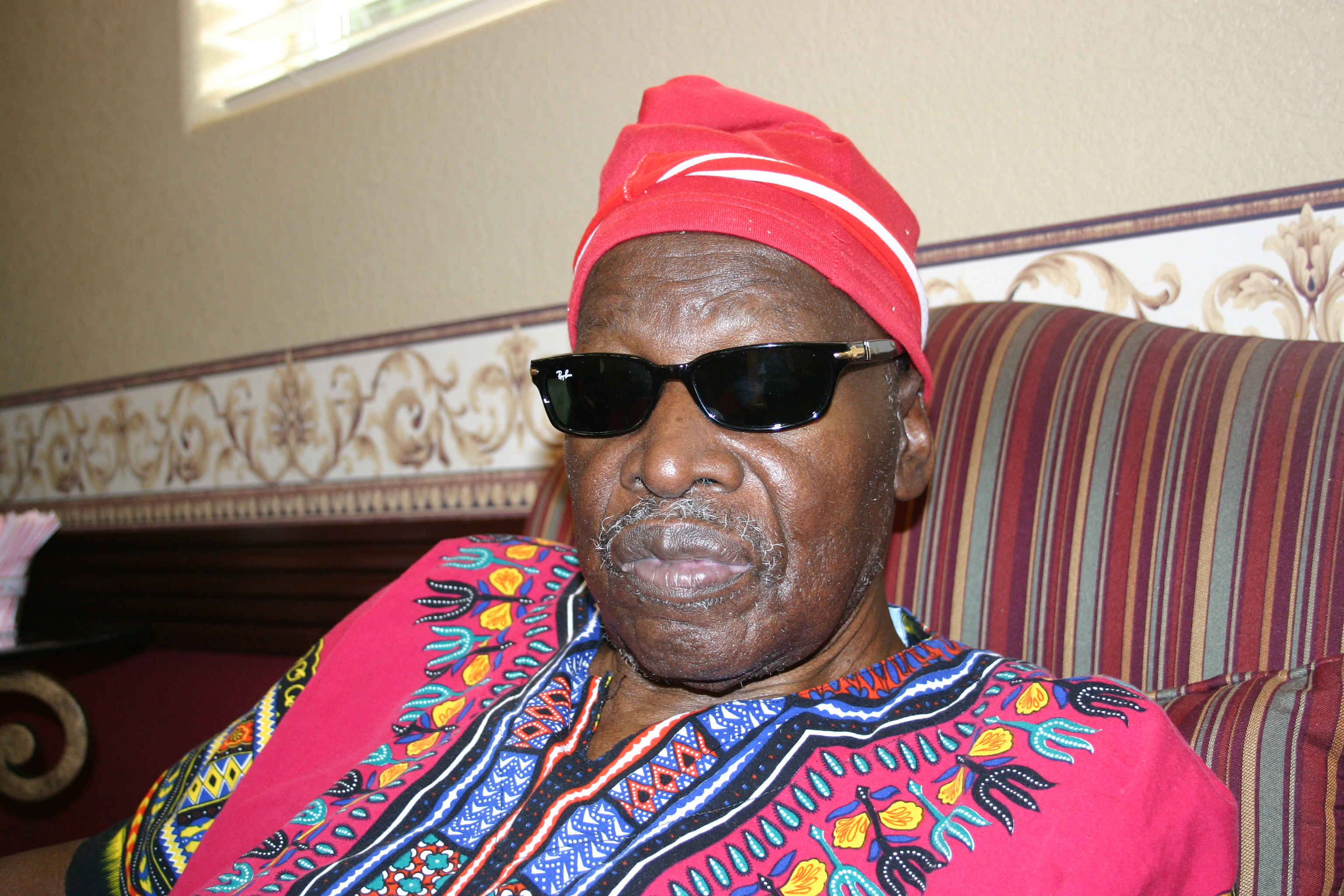
Rudy Ray Moore en 2007.

- Scénario : Scott Alexander et Larry Karaszewski
- Musique : Scott Bomar
  - Chansons : Benjamin Taylor (Dolemite), James Fauntleroy et Khirye Tyler (Like I Should), Craig Robinson (Signifying Monkey)
- Direction artistique : Beat Frutiger
- Décors : Clay A. Griffith
- Costumes : Ruth E. Carter
- Photographie : Eric Steelberg
- Montage : Billy Fox
- Production : John Davis, John Fox et Eddie Murphy
- Production associée : Rob Smith et Bryan Yaconelli
- Production déléguée : Michael Beugg, Charisse M. Hewitt
- Sociétés de production : Davis Entertainment et Netflix
- Société de distribution : Netflix
- Pays de production :  États-Unis
- Langue originale : anglais
- Format : couleur
- Genre : comédie dramatique, biographie
- Durée : 118 minutes
- Dates de sortie[1] :
  - Canada : 7 septembre 2019 (Festival international du film de Toronto)
  - États-Unis : 4 octobre 2019 (sortie limitée)
  - Monde : 25 octobre 2019 (Netflix)

## Distribution
- Eddie Murphy (VF : Serge Faliu) : Rudy Ray Moore
- Wesley Snipes (VF : Thierry Desroses) : D'Urville Martin
- Mike Epps (VF : Bertrand Dingé) : Jimmy Lynch
- Snoop Dogg (VF : Frantz Confiac) : Roj
- Craig Robinson (VF : Frédéric Souterelle) : Ben Taylor
- Tituss Burgess (VF : Daniel Lobé) : Theodore Toney
- Da'Vine Joy Randolph (VF : Vanessa Van-Geneugden) : Lady Reed
- Keegan-Michael Key (VF : Eilias Changuel) : Jerry Jones
- Aleksandar Filimonovic (VF : Tanguy Goasdoué) : Joseph Bihari
- T.I. (VF : Günther Germain) : Walter Crane
- Chris Rock (VF : Jean-Baptiste Anoumon) : Daddy Fatts
- Ron Cephas Jones (VF : Jean-Paul Pitolin) : Ricco
- Bob Odenkirk (VF : Jean-François Aupied) : Lawrence Woolner
- Luenell (VF : Corinne Wellong) : la tante de Rudy
- Gerald Downey : Bob Brooks

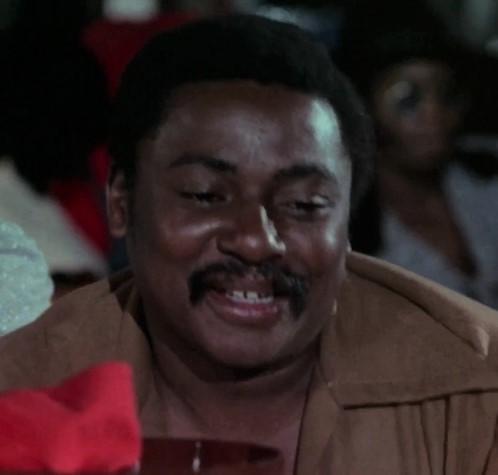
D'Urville Martin, ici dans Dolemite (1975).

- Kodi Smit-McPhee (VF : Stéphane Marais) : Nicholas Josef von Sternberg, le chef opérateur
- Tommie Earl Jenkins

## Production
En juin 2018, Craig Brewer est annoncé comme réalisateur par Dolemite Is My Name, écrit par Scott Alexander et Larry Karaszewski et produit et distribué par Netflix. Eddie Murphy est confirmé dans le rôle principal de Rudy Ray Moore,. Quelques jours plus tard, la distribution s'étoffe notamment avec les arrivées de Wesley Snipes et Keegan-Michael Key,,,. En juillet, Chris Rock et Ron Cephas Jones sont également confirmés,.
Le tournage commence le 12 juin 2018.

## Distinctions

### Nominations
- Golden Globes 2020 :
  - Meilleur film musical ou comédie
  - Meilleur acteur dans un film musical ou une comédie pour Eddie Murphy